# محمدو کره
محمدو کره (انگلیسی: Mahamoudou Kéré؛ زادهٔ ۲ ژانویهٔ ۱۹۸۲) بازیکن فوتبال اهل بورکینافاسو بود.
از باشگاه‌هایی که در آن بازی کرده است می‌توان به باشگاه فوتبال قونیه‌اسپور، باشگاه فوتبال صامسون‌اسپور، و باشگاه فوتبال رویال شارلوا اشاره کرد.
وی همچنین در تیم ملی فوتبال بورکینافاسو بازی کرده است.